# Царпен
Царпен (нім. Zarpen) — громада в Німеччині, розташована в землі Шлезвіг-Гольштейн. Входить до складу району Штормарн. Складова частина об'єднання громад Нордштормарн.
Площа — 11,69 км2. Населення становить 1444 ос. (станом на 31 грудня 2020).

## Галерея

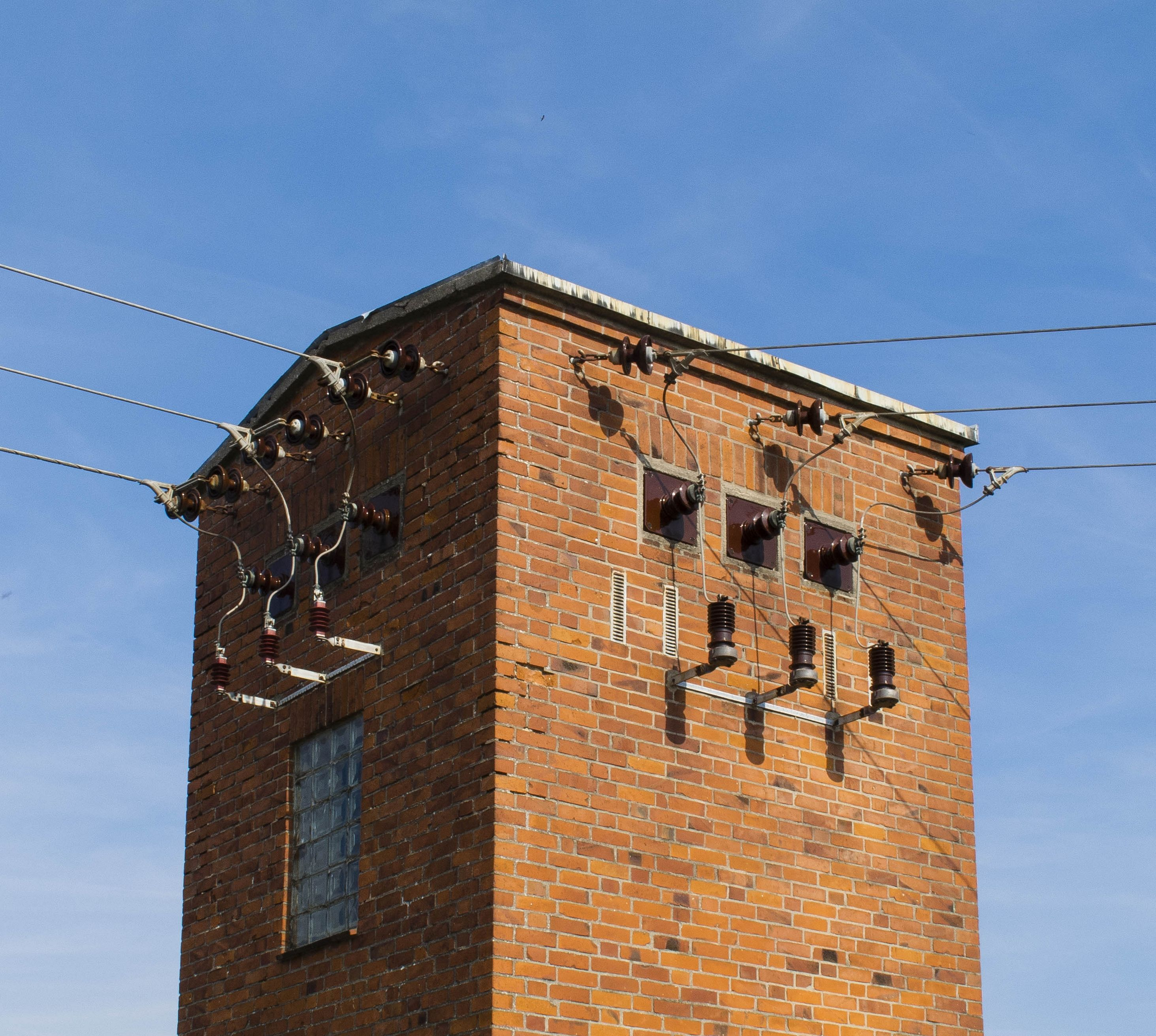